# Ilmajokita-(Ce)
La ilmajokita-(Ce) és un mineral de la classe dels silicats. Rep el seu nom del riu Il'majok, de la península de Kola, a prop d'on va ser descoberta. L'any 2019 la seva fórmula va ser redefinida a l'actual, afegint el sufix -(Ce) al nom del mineral.

## Característiques
La ilmajokita-(Ce) és un silicat de fórmula química Na11KBaCe₂Ti₁₂Si37,5O94(OH)31·29H₂O. Cristal·litza en el sistema monoclínic. La seva duresa a l'escala de Mohs és 1, sent un mineral molt tou.
Segons la classificació de Nickel-Strunz, la ilmajokita pertany a «09.HB - Silicats sense classificar, amb Ti, V, Cr» juntament amb la rilandita.

## Formació i jaciments
Va ser descoberta l'any 1972 a la pegmatita Yubileinaya, al mont Karnasurt, el qual pertany al massís de Lovozero (óblast de Múrmansk, Rússia). És l'únic indret on ha estat trobada aquesta espècie mineral. Sol trobar-se associada a altres minerals com: esfalerita, halita, mountainita, nahcolita i aegirina.